# Шампань, Франсуа-Филипп
Франсуа-Филипп Шампань (англ. François-Philippe Champagne; род. 25 июня 1970, Гринфилд Парк, Квебек, Канада) — канадский юрист, предприниматель и политик, член Либеральной партии, министр иностранных дел (2019—2021). Министр финансов (с 2025).

## Биография

### Образование и деловая карьера
Получил степень бакалавра права в Монреальском университете и степень магистра права — в Кейсовском университете Западного резервного района. Начинал деловую карьеру в отделе операций в Европе и Азии компании Elsag Bailey Process Automation, в 1999 году перешёл в ABB Ltd в Швейцарии, где со временем получил должности вице-президента отдела и старшего юрисконсульта. В 2008 году назначен директором по стратегическому развитию Amec — крупной инжиниринговой фирмы в Лондоне. В 2009 году получил от Всемирного экономического форума почётный титул «молодой глобальный лидер».

### Политическая карьера
19 октября 2015 года избран депутатом Палаты общин от квебекского округа Сен-Морис — Шамплейн, в 2019 году переизбран (получил голоса 22 961 избирателя из 58 029, принявших участие в выборах, а сильнейшая из соперников, кандидатка Квебекского блока Николь Морен — 19 856).

### Деятельность в правительстве Джастина Трюдо
10 января 2017 года премьер-министр Джастин Трюдо произвёл перестановки в составе своего правительства, введя в него трёх новых министров, включая Шампаня, получившего портфель министра внешней торговли.
18 июля 2018 года Трюдо организовал новую «перетряску» Кабинета с целью кадрового обеспечения курса на диверсификацию внешнеторгового оборота Канады, имея в виду освобождение от чрезмерного влияния США, и новым назначением Франсуа-Филиппа Шампаня стала должность министра инфраструктуры.
20 ноября 2019 года получил портфель министра иностранных дел благодаря повышению Христи Фриланд (она была перемещена на должность заместителя премьер-министра), унаследовав от предшественницы такие проблемы, как необходимость пересмотра соглашения NAFTA и обострение отношений с Китаем и Саудовской Аравией (в последнем случае — вследствие публикации твитов канадских дипломатов с осуждением преследования инакомыслящих в королевстве).
10 января 2020 года возглавил группу из представителей стран, чьи граждане находились на борту сбитого под Тегераном украинского авиалайнера, с целью обеспечить всестороннее и справедливое расследование причин трагедии.
12 января 2021 года после внезапной отставки министра инноваций Навдипа Бейнса премьер-министр Трюдо произвёл ряд перестановок в правительстве, в числе прочих мер передав Шампаню министерский портфель Бейнса.
20 сентября 2021 года состоялись досрочные парламентские выборы, которые принесли Шампаню новый успех в его округе: с результатом 42,4 % он опередил представлявшую Квебекский блок Жасинту Брюно (Jacynthe Bruneau), за которую проголосовали 30 % избирателей.

### Деятельность в правительстве Марка Карни
14 марта 2025 года при формировании правительства Марка Карни получил портфель министра финансов.
13 мая 2025 года в ходе масштабных перестановок в Кабинете по итогам парламентских выборов в дополнение к имеющейся должности назначен министром национальных доходов.